# 飯盛神社 (福岡市)
飯盛神社（いいもりじんじゃ）は、福岡県福岡市西区大字飯盛の飯盛山にある神社である。

## 祭神
本社（下宮社）
- 主神：伊弉冉尊
- 左神：玉依比売命
- 右神：品陀和気命

東王子社
- 天照皇大御神

西王子社
- 月読尊

中宮社
- 五十猛命

## 由緒
「天孫降臨の時、天之太玉命、この地を定めて伊弉册大神、外、二神を祭り、国土開発むすびを給う。神功皇后、三韓を平伏し凱旋の折、当宮の伊弉册大神と相対し、若杉山に伊弉諾大神を斎き給ふ。

文徳天皇の霊夢に依り、清和天皇が貞観元年（859年）七月三日、御託宣、勅使として和気清友、下向し、飯盛山山頂に上宮を建て、伊奘冉尊を祀り、中宮を建て、五十猛命を祀り、下宮を今の地にて祀る」と、下宮の神社脇の石碑にある。
中宮社
「折も五十猛命は伊奘冉尊の御孫様にて、素戔烏尊の御子神に当られます。

古の神代の昔、天津神々の天孫降臨のみぎり、木種を持ち来給う父大神に率いられ、唐国に渡利遍く巡遊し到る処、此を播き植え給いしが、更に我国に還り、筑紫より全国に亘りて植え広め給う。この故に、此の神を有功（いさおし）の神とも申し上げます。

又の名を大屋比古神とも申し、武勇の猛き坐す由の名にて有り給えられます」と中宮の脇の立て看板にある。

## 祭事
- 1月1日 - 新年初詣
- 1月成人の日 - 飯盛宮神事元服式
- 2月3日 - 節分追儺祭
- 2月14日 - 粥占貝嘗祭（福岡県指定無形民俗文化財）
- 3月1日 - 粥占粥披稲 飯盛神社作吉凶判断
- 3月下旬 - 春分の節会 小笠原流草鹿式
- 4月第4土曜日 - 春季例大祭 奉祝神楽祭
- 4月29日 (昭和の日) - 還暦の祝・鎧着初めの儀
- 6月30日 - 中宮社 水無月の大祓式
- 7月25日 - 夏越しの獅子回し
- 7月28日 - 夏越の虫追祭
- 9月3日-10日 - 飯盛神社 風止祭 (子供相撲大会・赤ちゃん土俵入り)
- 10月9日 - 秋季大祭 流鏑馬式（福岡県指定無形民俗文化財）
- 10月28日 - 中宮社 下元の節会大祓式
- 11月中 - 飯盛神社 七五三こども祭

## 特徴
- 灯籠 - 拝殿前の左右の灯籠の高さは3m以上もあり、他の神社には見られない。
- 白赤左右半々塗鳥居 - 本殿裏にある鳥居は、左右半々に白(左/西)と赤(右/東)に塗り分けられており、他の神社には見られない。
- 注連縄 - 注連縄(しめなわ)は、たるみのない一本・一直線の形状で、他の神社にはあまり見られない。

## 周辺
この「飯盛山」の東側の平野部の「高木、吉武地区」には「弥生時代」の「甕棺墓群」と「倉庫建築の柱跡」が発見された「吉武高木遺跡」がある。いわゆる「三種の神器」がセットとして副葬されていたもっとも古い時代の墓が発見された場所である。

## 関連事項
- 鎧着初

- 本神社の牛尾宮司の決断により、2015年10月31日に大宰府政庁跡で開催されたももいろクローバーZのコンサートの幕間で、流鏑馬保存会及び小笠原流による「武射蟇目」の実施が実現した[1]。

- 妖怪ウォッチシリーズに登場するおおもり神社のモデルとなっている。